# Marco Crugnola
Marco Crugnola (24 de mayo de 1983), Varese) es un extenista profesional italiano que participó principalmente en el circuito ATP Challenger Series.

## Carrera
El 6 de julio de 2009, alcanzó su ranking en individuales más alto al lograr el puesto N.º 165, y el 6 de abril de 2009 lo hizo en dobles logrando el puesto N.º 118. No posee en su palmarés títulos ATP pero sí torneos Challengers y del circuito ITF.

## Títulos; 8 (0 + 8)
| Leyenda                        | Individuales | Dobles |
| ------------------------------ | ------------ | ------ |
| Grand Slam (tenis)\|Grand Slam | 0            | 0      |
| ATP World Tour Finals          | 0            | 0      |
| ATP World Tour Masters 1000    | 0            | 0      |
| ATP World Tour 500 Series      | 0            | 0      |
| ATP World Tour 250 Series      | 0            | 0      |
| ATP Challenger Series          | 0            | 8      |

### Dobles
| No. | Fecha      | Torneo                                        | Superficie    | Pareja                | Rival en la final                       | Resultado              |
| --- | ---------- | --------------------------------------------- | ------------- | --------------------- | --------------------------------------- | ---------------------- |
| 1.  | 22.06.2008 | Challenger de Braunschweig Alemania           | Tierra batida | Ryler DeHeart         | Werner Eschauer Philipp Oswald          | 7-6(4), 6-2            |
| 2.  | 20.07.2008 | Challenger de Rímini Italia                   | Tierra batida | Leonardo Azzaro       | Cătălin Gârd Matwé Middelkoop           | 6-1, 6-1               |
| 3.  | 03.08.2008 | Challenger de Cordenons Italia                | Tierra batida | Alessio di Mauro      | David Škoch Igor Zelenay                | 1-6, 6-4, [10-6]       |
| 4.  | 16.08.2008 | Challenger de Vigo España                     | Tierra batida | Alessandro Motti      | Pedro Clar-Rosselló Pablo Martin-Adalia | 6-3, 4-6, [10-4]       |
| 5.  | 06.09.2009 | Challenger de Como Italia                     | Tierra batida | Alessandro Motti      | Treat Conrad Huey Harsh Mankad          | 7-6(3), 6-2            |
| 6.  | 18.09.2011 | Challenger de Banja Luka Bosnia y Herzegovina | Tierra batida | Rubén Ramírez Hidalgo | Jan Mertl Matwé Middelkoop              | 7-6(3), 3-6, [10-8]    |
| 7.  | 21.06.2013 | Challenger de Milán Italia                    | Tierra batida | Daniele Giorgini      | Alex Bolt Hsien-yin Peng                | 4-6, 7-5, [10-8]       |
| 8.  | 27.07.2013 | Challenger de Orbetello ľ Italia              | Tierra batida | Simone Vagnozzi       | Guillermo Durán Renzo Olivo             | 7-6(3), 6-7(5), [10-6] |